# يويا هيكيتشي (لاعب كرة قدم مواليد 1983)
يويا هيكيتشي (باليابانية: 挽地 祐哉) (2 مايو 1983 في كاغوشيما في اليابان – )؛ هو لاعب كرة قدم ياباني سابق كان يلعب كلاعب وسط.

## وصلات خارجية
- يويا هيكيتشي على موقع رابطة كرة القدم اليابانية للمحترفين (اليابانية)
- يويا هيكيتشي على موقع Soccerway.com (الإنجليزية)